# ЛКС (мини-футбольный клуб)
МФК «ЛКС» — российский мини-футбольный клуб из Липецка. Основан в 2017 году. На данный момент играет в Суперлиге России.

## История
В 2017 году генеральный директор ООО «ЛипецкКомплексСтрой» Алексей Гречишников образовал одноименный мини-футбольный клуб - «ЛКС». В первые годы своего существования команда выиграла различные городские и региональные соревнования: Кубок Открытия (2017, 2018), Кубок СФФ "Центр" (2018), Зимний чемпионат ЛФЛ (2018), Суперкубок ЛФЛ (2018), Кубок мэра (2018).
В сезоне 2018/2019 «ЛКС» дебютировал в Высшей лиге (конференция «Запад»), где по результатам регулярного чемпионата занял 11 место. В следующем сезоне липецкий клуб уже финишировал на 6 месте и должен был играть в 1/8 финала, но этого не произошло из-за того, что клубы занявшие 5-8 места в таблице отказались играть в данной стадии. Регулярный чемпионат в западном дивизионе сезона 2020/2021 покоряется команде, ЛКС занял забрал первую строчку, но в 1/8 финала по сумме двух матчей уступил клубу «Ростов».
В сезонах 2021/22 и 2022/23 клуб дважды занимал 2 место в Высшей лиге. По итогу сезона 2022/23 клуб принял решение о выступлении в Суперлиге в сезоне-2023/24.

## Статистика выступлений

### Чемпионаты России
| Соревнование                    | Сезон   | Место                                  |
| ------------------------------- | ------- | -------------------------------------- |
| Высшая лига — зона «Запад» (II) | 2018/19 | 11                                     |
| Высшая лига — зона «Запад» (II) | 2019/20 | 6                                      |
| Высшая лига — зона «Запад» (II) | 2020/21 | 1/8 финала (1 в регулярном чемпионате) |
| Высшая лига — зона «Запад» (II) | 2021/22 | финал (4 в регулярном чемпионате)      |
| Высшая лига — зона «Запад» (II) | 2022/23 | финал (2 в регулярном чемпионате)      |
| Суперлига (I)                   | 2023/24 | 9                                      |
| Суперлига (I)                   | 2024/25 | 9                                      |

### Выступления в Кубке России
| Сезон   | Стадия     |
| ------- | ---------- |
| 2018/19 | 1 этап     |
| 2019/20 | 1 этап     |
| 2020/21 | 1 этап     |
| 2021/22 | 1/8 финала |
| 2022/23 | 1/4 финала |
| 2023/24 | 1/8 финала |
| 2024/25 | 1/8 финала |

### Выступления в Кубке лиги
| Сезон   | Место |
| ------- | ----- |
| 2024    | 6     |
| 2024/25 | 6     |

## Домашняя арена
Мини-футбольный клуб «ЛКС» проводит домашние игры в спортивном комплексе «Атлант», расположенном в деревне Копцевы Хутора близ Липецка.